# Iveşti (Galaţi)
Iveşti é uma comuna romena localizada no distrito de Galaţi, na região de Moldávia. A comuna possui uma área de 80.66 km² e sua população era de 9782 habitantes segundo o censo de 2007.